# Három bajtárs (film)
A Három bajtárs (eredeti cím: Three Comrades) 1938-as amerikai fekete-fehér filmdráma, melyet Frank Borzage rendezett. A film alapjául Erich Maria Remarque azonos című regénye szolgált.

## Cselekmény
A történet középpontjában három I. világháborús német katona áll.

## Szereplők
| Színész           | Szerep              |
| ----------------- | ------------------- |
| Robert Taylor     | Erich Lohkamp       |
| Margaret Sullavan | Patricia Hollmann   |
| Franchot Tone     | Otto Koster         |
| Robert Young      | Gottfried Lenz      |
| Lionel Atwill     | Franz Beuer         |
| Henry Hull        | Dr. Heinrich Becker |
| Guy Kibbeee       | Alfons              |
| Monty Wooley      | Dr. Jaffe           |
| Charley Grapewin  | helyi doktor        |

## Díjak és jelölések
Oscar-díj (1939)
- jelölés: legjobb női főszereplő – Margaret Sullavan

## Fordítás
- Ez a szócikk részben vagy egészben  a   Three Comrades című angol Wikipédia-szócikk fordításán alapul.  Az eredeti cikk szerkesztőit annak laptörténete sorolja fel. Ez a jelzés csupán a megfogalmazás eredetét és a szerzői jogokat jelzi, nem szolgál a cikkben szereplő információk forrásmegjelöléseként.